# 하이드록실화
하이드록실화(영어: hydroxylation)는 화학에서 다음을 의미할 수 있다.
- (1) 가장 일반적으로 하이드록실화는 하이드록실기(-OH)를 유기 화합물에 도입하는 화학 과정을 말한다.
- (2) 하이드록실화의 정도는 분자 내에 하이드록실기(-OH)의 갯수를 나타낸다. 하이드록실화의 패턴은 분자 또는 물질에서 하이드록실기의 위치를 나타낸다.[1]

## 하이드록실화 반응

### 합성 하이드록실화
유기 화합물에 하이드록실기를 도입하는 것은 다양한 금속 촉매에 의해 영향을 받을 수 있다. 이러한 많은 촉매들은 생체모방적이다. 즉, 사이토크롬 P450과 같은 효소에서 영감을 얻거나 모방하려 한 것이다.
많은 하이드록실화가 O 원자를 C-H 결합에 도입하는 것인 반면, 일부 반응은 불포화 기질에 하이드록실기(-OH)를 첨가하는 것이다. 샤플리스 비대칭 다이하이드록실화는 이러한 반응으로 알켄을 다이올로 전환시킨다. 하이드록실기는 알켄의 이중 결합에 추가되는 과산화 수소에 의해 제공된다.

### 생물학적 하이드록실화
생화학에서 하이드록실화 반응은 보통 하이드록실화효소(영어: hydroxylase)라고 불리는 효소에 의해 촉매된다. C-H 결합은 O 원자를 C-H 결합에 삽입함으로써 알코올로 전환된다. 일반 탄화수소의 하이드록실화에 대한 일반적인 화학양론은 다음과 같다.
2R3C-H + O2 → 2R3C-OH
R3C-H + O2 + 2e- + 2 H+ → R3C-OH + H2O
O2 자체는 느리고 비선택적인 하이드록실화제이기 때문에 반응 속도를 가속화하고 선택성을 도입하기 위한 촉매가 필요하다.
하이드록실화는 보통 공기 중의 유기 화합물 분해의 첫 번째 단계이다. 하이드록실화는 친유성 화합물을 친수성 화합물로 전환시켜 간이나 콩팥에서 더 쉽게 제거하고 배설시킬 수 있게 때문에 해독에서 중요하다. 일부 약물(예: 스테로이드 계통)은 하이드록실화에 의해 활성화 또는 불활성화된다.
자연에서 주요 하이드록실화제는 사이토크롬 P450으로 수백 가지의 변형들이 알려져 있다. 다른 하이드록실화제로는 플라빈, α-케토글루타르산 의존성 하이드록실화효소 및 일부 이철 하이드록실화제가 있다.
|  |

#### 단백질에서의 하이드록실화
단백질의 하이드록실화는 번역 후 변형으로 일어나며 α-케토글루타르산 의존성 이산소화효소에 의해 촉매된다. 분자가 하이드록실화되면 보다 더 수용성이 되어 분자의 구조와 기능에 영향을 미치게 된다. 리신, 아스파라진, 아스파르트산, 히스티딘과 같은 여러 아미노산들에서 일어날 수 있지만, 사람의 단백질에서 가장 자주 하이드록실화되는 아미노산 잔기는 프롤린이다. 이는 콜라겐이 우리 몸에 있는 단백질의 약 25~35%를 차지하고, 콜레겐의 아미노산 서열의 거의 모든 세 번째 잔기에 하이드록시프롤린을 포함하고 있기 때문이다. 콜라겐은 3-하이드록시프롤린과 4-하이드록시프롤린 잔기로 구성된다. γ-탄소 원자에서 하이드록실화가 일어나서 하이드록시프롤린(Hyp)을 형성하여 산소의 강력한 전기음성 효과로 인해 콜라겐의 2차 구조를 안정화시킨다. 프롤린의 하이드록실화는 또한 저산소증 유도인자를 통한 저산소증 반응의 중요한 구성 요소이다. 어떤 경우에는 프롤린이 β-탄소 원자 이외에서 하이드록실화될 수 있다. 리신은 또한 δ-탄소 원자에서 하이드록실화되어 하이드록시리신(Hyl)을 생성할 수 있다.
이 세 가지 반응은 각각 매우 큰 다중 소단위체 효소인 프롤린 4-하이드록실화효소, 프롤린 3-하이드록실화효소 및 리실 5-하이드록실화효소에 의해 촉매된다. 이러한 반응은 산화를 수행하기 위해 철(뿐만 아니라 O2및 α-케토글루타르산도 필요함)을 필요로 하며, 아스코르브산(비타민 C)를 사용하여 철을 환원 상태로 되돌린다. 아스코르브산의 결핍은 프롤린의 하이드록실화의 결핍으로 이어져 안정성이 떨어지는 콜라겐을 형성하게 되어 괴혈병을 발병시킬 수 있다. 감귤류에는 비타민 C가 풍부하기 때문에 영국 선원들에게는 긴 바다 항해동안 괴혈병과 싸우기 위해 라임이 주어졌고, 이 때문에 영국 선원들은 라이미(limeys)로 불렸다.
여러 내인성 단백질에는 하이드록시페닐알라닌과 하이드록시티로신 잔기가 포함되어 있다. 이러한 잔기는 페닐알라닌과 티로신의 하이드록실화로 인해 형성되며, 하이드록실화는 페닐알라닌 잔기를 티로신 잔기로 전환하는 과정이다. 이것은 살아있는 생물에서 과도한 양의 페닐알라닌 잔기를 조절하는 데 있어 매우 중요하다. 티로신의 3번 탄소에서의 하이드록실화는 3.4-다이하이드록시페닐알라닌(DOPA)를 생성하며, 도파는 호르몬의 전구체이고 도파민으로 전환될 수 있기 때문에 티로신 잔기의 하이드록실화는 살아있는 생물에서 매우 중요하다.

## 같이 보기
- 17α-하이드록실화효소
- 콜레스테롤 7α-하이드록실화효소
- 도파민 β-하이드록실화효소
- 페닐알라닌 하이드록실화효소
- 티로신 하이드록실화효소
- 비생물학적 하이드록실화의 한 예는 페놀을 과산화 수소를 이용해 하이드록실화시켜 하이드로퀴논을 생성하는 것이다.